# Mawashi

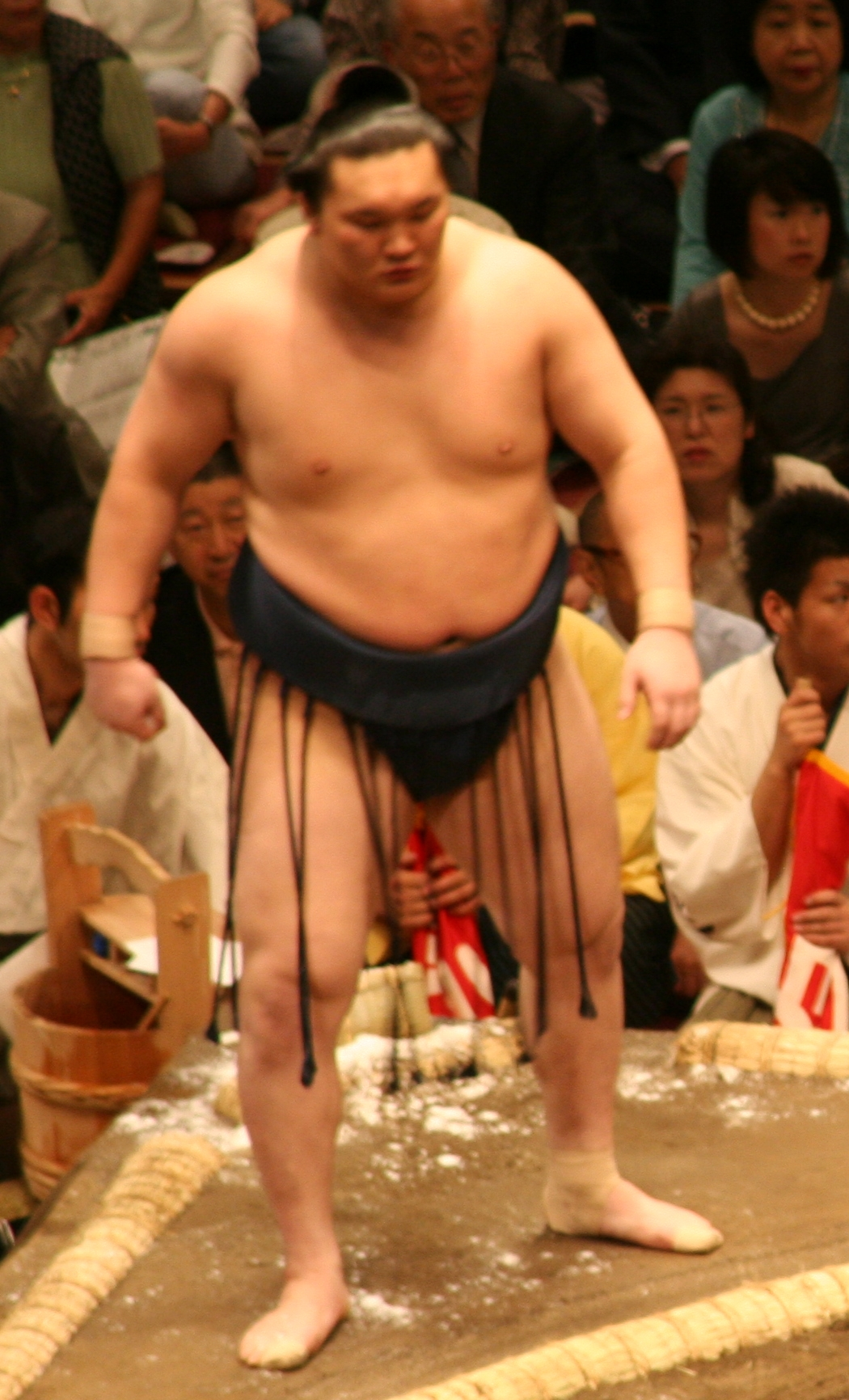
El sexagésimo noveno (69°) yokozuna Hakuhō Shō utilizando un mawashi de seda, característico de los sekitori durante los torneos. Obsérvese también las cuerdas sagari endurecidas colgando de la parte frontal del mawashi.

En el sumo profesional, un mawashi (廻し) es el cinto o taparrabo que los rikishi (luchadores de sumo) utilizan durante los entrenamientos y las competiciones. Los luchadores de sumo profesional de alto rango poseen el derecho de portar un mawashi ceremonial llamado keshō-mawashi durante las ceremonias de entrada al ring o dohyō-iri.

## Mawashi

### Sekitori

#### Durante las competiciones
Para los rikishi profesionales de más alto rango (conocidos como sekitori), el mawashi está elaborado de seda y puede tener una cierta variedad de colores. Este mide aproximadamente 9 metros (30 pies) de longitud cuando es desenrollado, cerca de 0,6 metros (2 pies) de ancho y puede pesar entre 4 y 5 kilogramos (8 a 10 libras). El mawashi es envuelto varias veces al rededor de la cintura y la ingle de los rikishi y es ajustado con un gran nudo en la espalda. En la parte frontal son insertadas unas cuerdas o flecos de seda endurecida llamadas sagari (下がり), las cuales siempre son del mismo color que el mawashi. La cantidad de sagari varía de entre 13 a 25 cuerdas, siempre manteniendo un número impar. Estas demarcan la única parte del mawashi de la cual no se pueden agarrar los rikishi: la sección vertical que cubre sus partes íntimas. Si los sagari se caen durante un combate, el gyōji (árbitro) los agarrará y los lanzará fuera del ring para evitar cualquier accidente.
Muchos rikishi son supersticiosos y tienen la costumbre de cambiar el color de su mawashi para así mejorar su suerte. A veces cuando obtienen un rendimiento deficiente, estos se cambian el color para el próximo torneo, o incluso a mitad de las competiciones con el objetivo de cambiar su suerte y ganar más combates. Un ejemplo de esto fue el de Ōnoshō durante el torneo de julio de 2020, cuando, tras haber perdido varios combates consecutivamente, decidió cambiar su mawashi carmesí por uno gris oscuro.

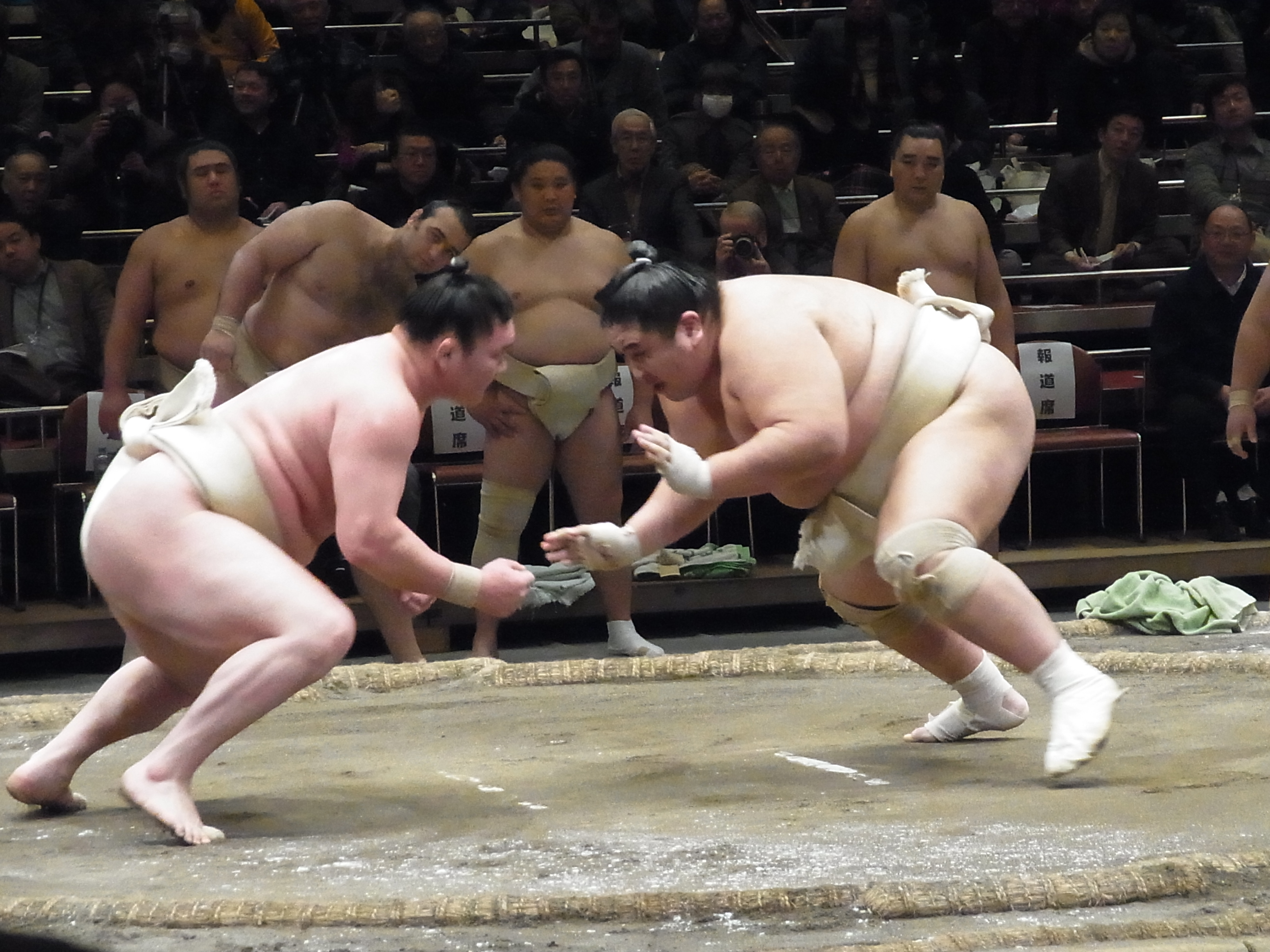
Sekitori utilizando el mawashi blanco de entrenamiento

#### Durante los entrenamientos
Los sekitori solo utilizan sus mawashi de seda durante los combates competitivos, ya sea en los torneos o en giras de exhibición. Durante los entrenamientos, estos solo utilizan un mawashi de algodón blanco pesado. Para los sekitori clasificados en las dos divisiones más altas del sumo, el mawashi siempre es de color blanco, y este utilizado con una solapa colgando de la parte frontal. Los sagari no son utilizados durante los entrenamientos.

### Rikishide bajo rango
Los rikishi clasificados en las divisiones más bajas del sumo profesional utilizan un mawashi de algodón negro durante los entrenamientos y las competiciones. Durante las competiciones, estos también utilizan sagari, con la única diferencia de que estos son de algodón y no están endurecidos.

### Sumo amateur
Los luchadores de sumo amateur utilizan un mawashi de algodón de cualquier color sin la solapa característica de los sekitori en entrenamiento. Adicionalmente, estos pueden portar una etiqueta en la parte frontal de su mawashi para identificar sus nombres o la nación para la cual están compitiendo, dependiendo del torneo. Los luchadores de sumo amateur también tienen permitido (obligatorio para las mujeres) utilizar un pantaloncillo o un leotardo debajo del mawashi mientras que los rikishi profesionales no.

### Técnicas y reglas
A menudo, un rikishi puede utilizar su mawashi de tal manera que le otorgue una ventaja contra de su oponente. Este puede colocárselo un poco más holgado para así dificultar los derribos y lanzamientos, o ajustarlo para que quede bien apretado y rociarle un poco de agua para evitar que el oponente consiga un buen agarre. Su decisión dependerá del tipo de técnica que este prefiera usar en los combates. Por ende, un luchador de agarre lo podrá utilizar mas holgado, mientras que un luchador de empuje puede utilizar su mawashi mas apretado.
Si el mawashi de un luchador se desarma en pleno combate durante un torneo, este será automáticamente descalificado. Esto es extremadamente raro, pero ha ocurrido en ciertas ocasiones. Por ejemplo, en el torneo de mayo de 2000, el mawashi del luchador del sandanme Asanokiri se desarmó mientras se enfrentaba a Chiyohakuhō. No obstante, durante la gran parte de la historia del sumo, el desarme del mawashi de un luchador era un asunto irrelevante, y la política de descalificación solo empezó a ser implementada cuando Japón se fue adaptando a las concepciones europeas acerca del nudismo.

## Keshō-mawashi

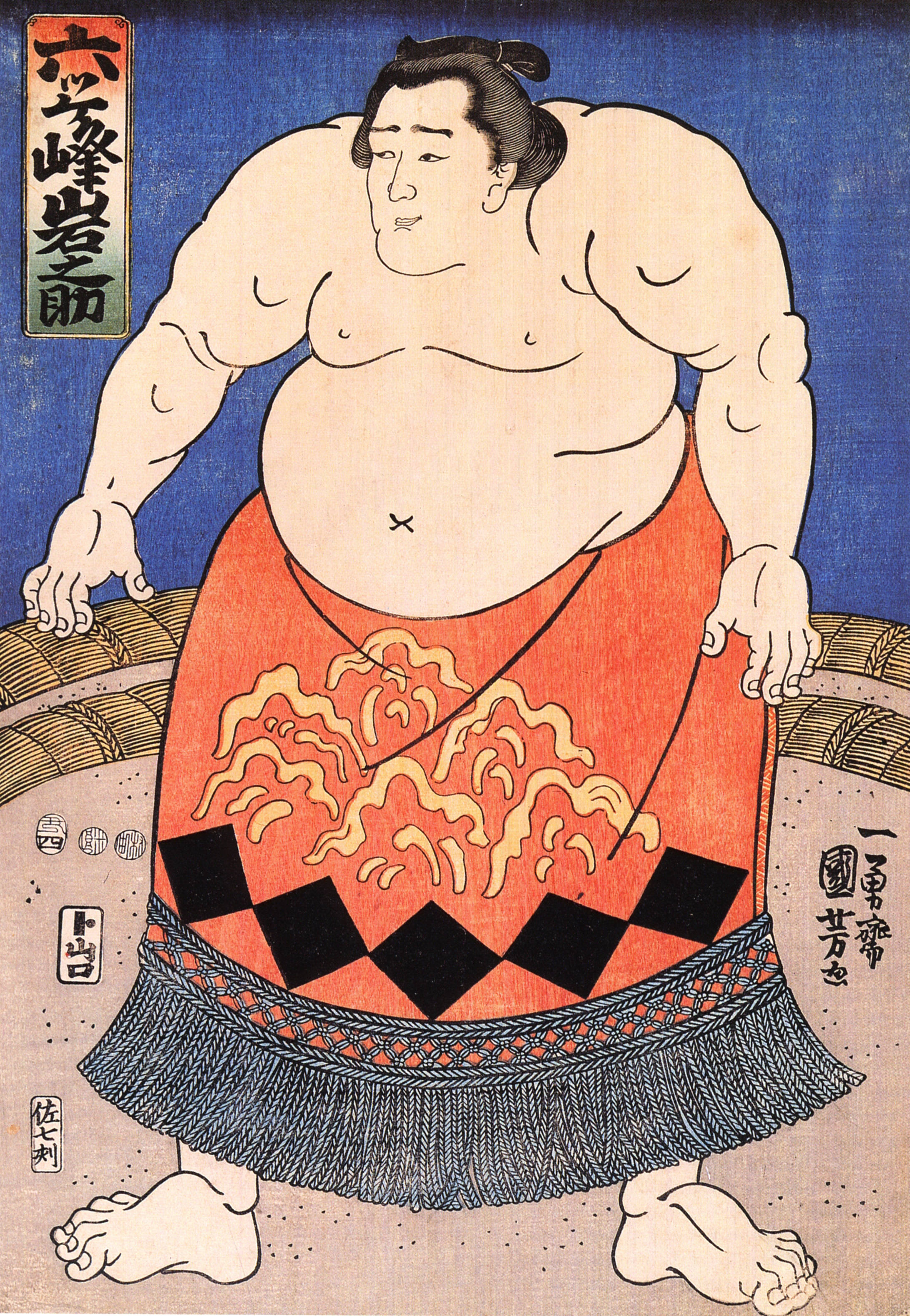
Luchador de sumo del período Edo portando su keshō-mawashi

Los luchadores en las dos divisiones más altas del sumo profesional, makuuchi y jūryō, tienen el derecho de portar un segundo mawashi ceremonial, llamado keshō-mawashi, durante las ceremonias de entrada al ring. Este consiste de un cinto de seda el cual tiene engarzado un gran delantal en la parte frontal, usualmente decorado con muchísimos bordados al rededor y flecos gruesos en la parte inferior. Las franjas y flecos de los keshō-mawashi por lo general son de color dorado aunque estos pueden ser de cualquier otro color a excepción del púrpura, el cual esta reservado exclusivamente para el ōzeki y el yokozuna.
El keshō-mawashi puede tener un diseño publicitario pagado por los patrocinadores del rikishi (por ejemplo, el ex ōzeki búlgaro Kotoōshū era patrocinado por una marca de yogur japonesa llamada "Bulgaria", por lo que su keshō-mawashi solía tener el nombre del producto), o también puede ser un obsequio otorgado por algunos de sus clubs de fans. Alternativamente, algunos rikishi extranjeros (como el checo Takanoyama) han portado su bandera nacional en sus keshō-mawashi. Los rikishi populares suelen recibir muchos keshō-mawashi como obsequio.
El yokozuna posee un set completo de tres keshō-mawashi con el mismo diseño, uno es utilizado por el luchador en cuestión, mientras que los otros dos son utilizados por sus asistentes ceremoniales, el tachimochi y el tsuyuharai, durante la ceremonia de entrada al ring.
En el período Edo, el keshō-mawashi también solía ser el mawashi de combate del luchador. Sin embargo, en la medida que los delantales se volvieron cada vez más ornamentados, eventualmente la función del mawashi se dividió en dos, uno ceremonial y otro de combate. En este período los luchadores normalmente eran patrocinados por los daimyō o señores feudales, por lo que los blasones de los diferentes clanes podían ser vistos también en los keshō-mawashi de la época. 

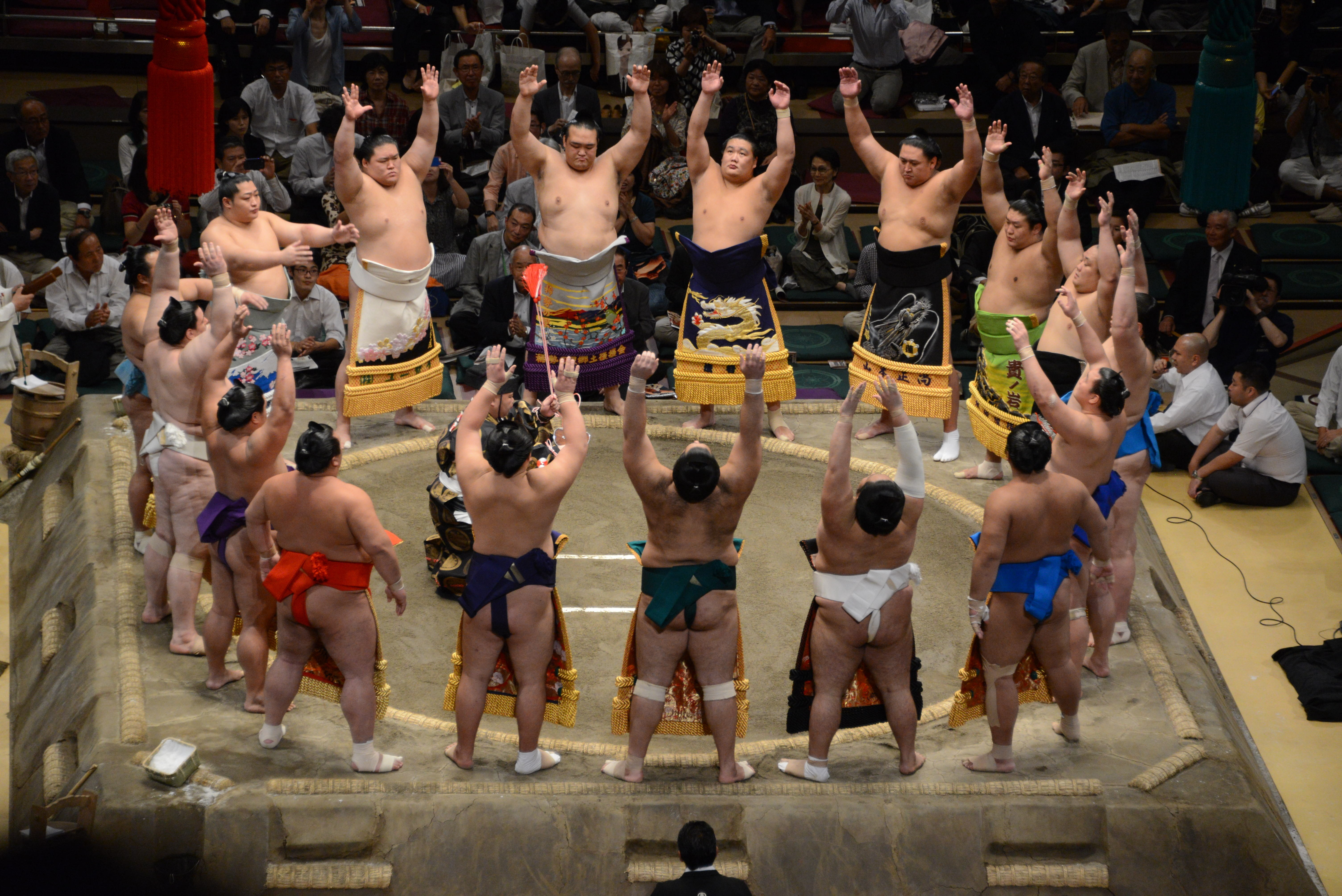
Luchadores de sumo del makuuchi portando sus keshō-mawashi durante la ceremonia de entrada al ring (dohyō-iri).